# Agriades oberthuri
Agriades oberthuri är en fjärilsart som beskrevs av Otto Staudinger 1901. Agriades oberthuri ingår i släktet Agriades och familjen juvelvingar. Inga underarter finns listade i Catalogue of Life.